# Имелда Стонтон
Имелда Стонтон (енгл. Imelda Mary Philomena Bernadette Staunton; рођена 9. јануара 1956. године у Лондону) енглеска је глумица.

## Филмографија
| Улоге Имелде Стонтон |                                        |               |                       | |
| Година               | Српски назив                           | Изворни назив | Улога                 | Напомена |
| 1986.                | Другови                                |               | Бетси Лавлес          | |
| 1989.                | Успавани живот                         |               | Поли Флендерс         | |
| 1990.                | Јефтини романи                         |               | Шерил Њуман           | |
| 1990.                | Никад нису спавали                     |               | продуценткиња         | |
| 1992.                | Питерови пријатељи                     |               | Мери Чарлстон         | |
| 1993.                | Много буке ни око чега                 |               | Маргарет              | |
| 1993.                | Смртни савет                           |               | Бет Гринвуд           | |
| 1994.                | Кртица слави Божић                     |               | сеоска мајка          | глас |
| 1995.                | Разум и осећајност                     |               | Шарлот Џенингс Палмер | номинација - Награда Удружења филмских глумаца за најбољу филмску поставу |
| 1996.                | На Три краља                           |               | Марија                | |
| 1996.                | Освета Снежне краљице                  |               | Иви/Ангора            | глас |
| 1997.                | Сећаш ме се?                           |               | Лорна                 | |
| 1997.                | Ружно паче                             |               | Хофман                | Скрафи |
| 1998.                | Заљубљени Шекспир                      |               | гувернанта            | Награда Удружења филмских глумаца за најбољу филмску поставу |
| 2000.                | Кокошке у бекству                      |               | Банти                 | глас |
| 2000.                | Пацов                                  |               | Кончита               | |
| 2000.                | Џек и чаробни пасуљ                    |               | Дили                  | глас |
| 2001.                | Други живот                            |               | Етел Грејдон          | |
| 2001.                | Џин и чоколада                         |               | Џанин                 | |
| 2002.                | Спремни                                |               | Наоми                 | |
| 2003.                | Чудо у Ливерпулу                       |               | Силвија Конлон        | |
| 2003.                | Чаробна младост                        |               | Лејди Браун           | |
| 2003.                | Бићу ту                                |               | др Бриџет             | |
| 2004.                | Вера Дрејк                             |               | Вера Дрејк            | БАФТА за најбољу глумицу у главној улози Британска независна филмска награда за најбољу глумицу у главној улози Награда Удружења њујоршких филмских критичара за најбољу глумицу Волпи пехар номинација - Оскар за најбољу главну женску улогу номинација - Златни глобус за најбољу главну глумицу у играном филму (драма) номинација - Награда Удружења филмских глумаца за најбољу глумицу у главној улози номинација - Награда Удружења телевизијских филмских критичара за најбољу глумицу у главној улози номинација - Награда Сателит за најбољу глумицу у главној улози номинација - Награда Емпајер за најбољу британску глумицу номинација - Онлајн награда Друштва филмских критичара за најбољу главну женску улогу |
| 2005.                | Дадиља Макфи                           |               | гђа Бладервик         | |
| 2005.                | Сан летње ноћи                         |               | Поли                  | |
| 2006.                | Моја породица и друге животиње         |               | мајка                 | ТВ филм |
| 2006.                | Човек из сенке                         |               | амбасадорка Кокран    | |
| 2007.                | Шампиони слободе                       |               | Маргарет Кембел       | |
| 2007.                | Хари Потер и Ред феникса               |               | Долорес Амбриџ        | номинација - Награда Сатурн за најбољу споредну женску улогу (филм) |
| 2007.                | А шта је са тобом?                     |               | Хејзел Најтингејл     | |
| 2008.                | Гомила аматера                         |               | Мери                  | |
| 2009.                | Прича о Вудстоку                       |               | Соња Тајчберг         | |
| 2010.                | Алиса у земљи чуда                     |               | Високи цвет           | глас |
| 2010.                | Хари Потер и реликвије Смрти: Први део |               | Долорес Амбриџ        | |
| 2010.                | Још једна година                       |               | Џенет                 | |
| 2011.                | Буђење                                 |               | Мод Хил               | |
| 2011.                | Мисија: Спасити Божић                  |               | Баба Мраз             | глас |
| 2012.                | Пирати: Банда неприлагођених           |               | Краљица Викторија     | глас |
| 2014.                | Грдана: Зла вила                       |               | Љутка                 | |
| 2014.                | Понос                                  |               | Хефина Хидон          | Британска независна филмска награда за најбољу глумицу у споредној улози номинација - БАФТА за најбољу глумицу у споредној улози |
| 2014.                | Меда Педингтон                         |               | тетка Луси            | глас |
| 2014.                | Дан када смо певали                    |               | Инид                  | ТВ филм |
| 2017.                | Меда Педингтон 2                       |               | тетка Луси            | глас |
| 2019.                | Даунтонска опатија                     |               | Леди Мод Бегшо        | |
| 2019.                | Грдана: Господарица зла                |               | Љутка                 | |
| 2022.                | Даунтонска опатија: Нова епоха         |               | Леди Мод Бегшо        | |